# Вінченцо Джустініані
Маркіз Вінченцо Джустініані (італ. Marchese Vincenzo Giustiniani, 13 вересня 1564 — 27 грудня 1637) — римський аристократ, банкір Ватикану, колекціонер живопису і патрон геніального художника Караваджо і Нікола Пуссена.

## Біографія коротко
Родина походить з міста Генуя.

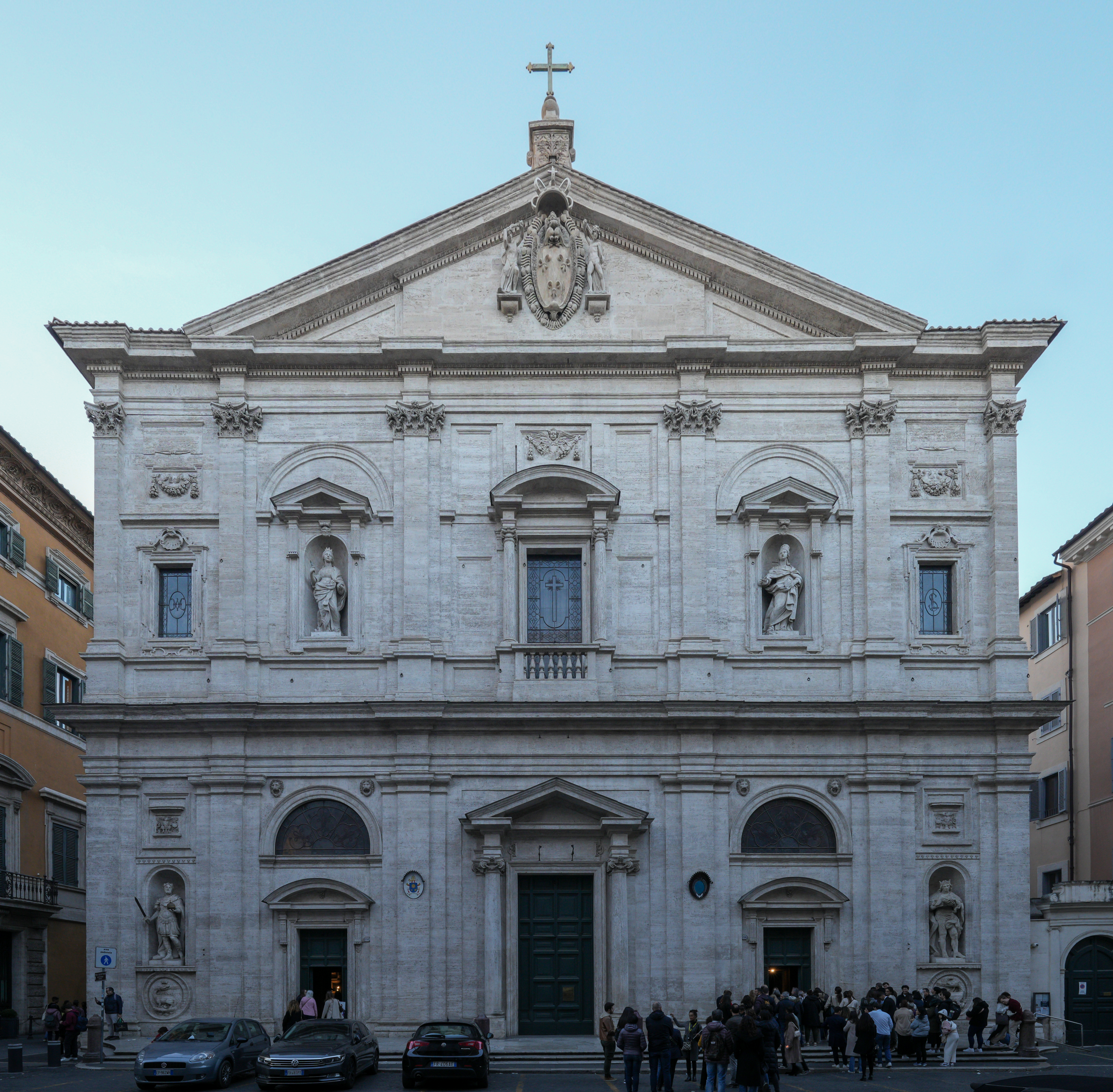
Рим, фасад церкви Сан Луїджі деі Франчезі.

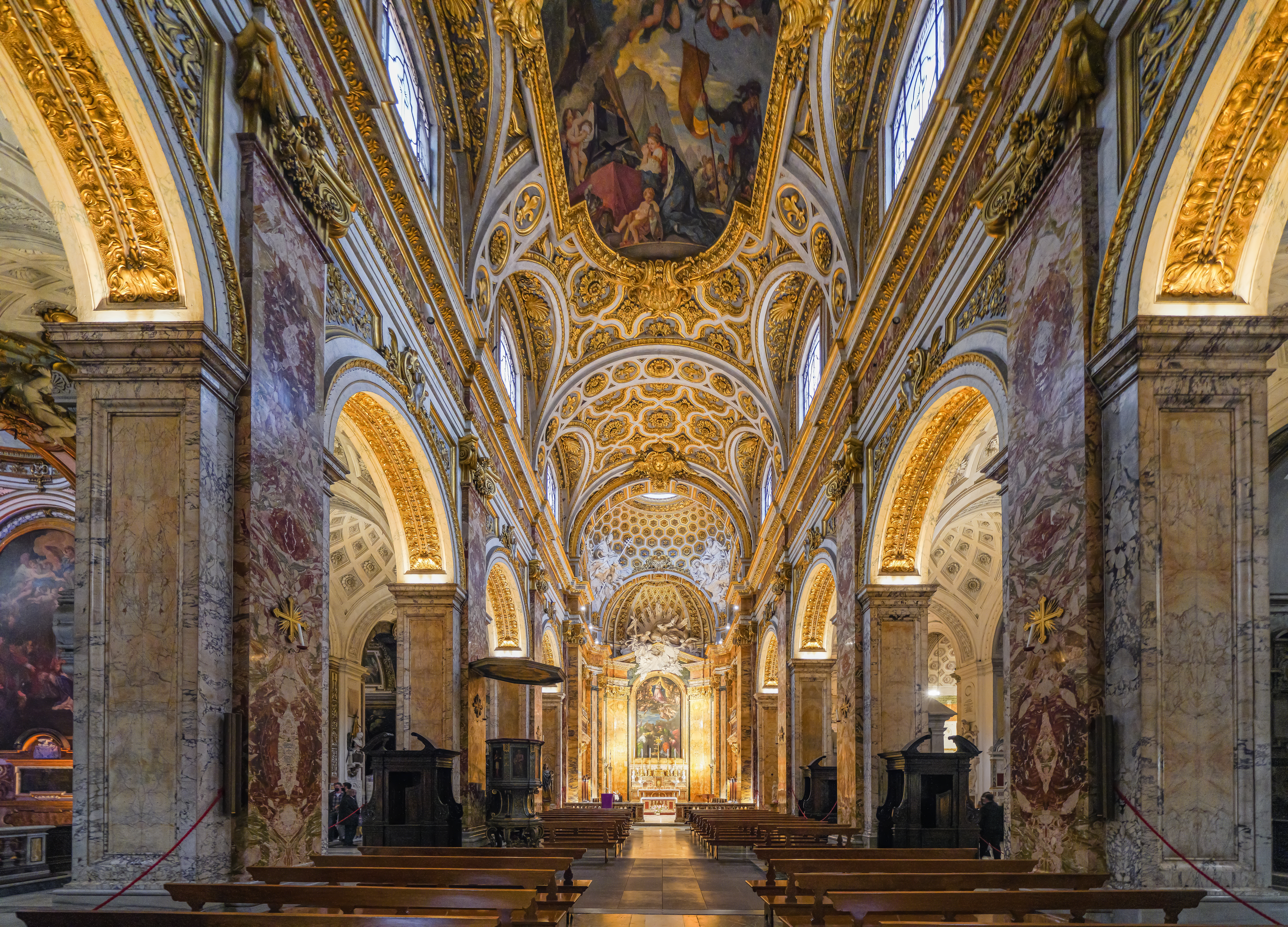
Іртер'єр церкви Сан Луїджі деі Франчезі, Рим.

Батько Вінченцо, Джузеппе Джустініані, був останнім генуезьким правителем острова Хіос в Егейському морі, що протягом двох століть управлявся Маоною Хіоса і Фокеї (або Маоною Джустініані) і який був фактично приватним володінням під протекторатом Генуї. У 1566 році острів був захоплений Османською імперією і батько вивіз Вінченцо та його старшого брата Бенедетто до Риму, де їх дядько вже був кардиналом. В Римі Джузеппе Джустініані став банкіром, а Бенедетто зробив кар'єру священника і врешті став кардиналом у 1587 р. Після смерті Джузеппе Джустініані в 1600 році, Віченцо став спадкоємцем батьківського бізнесу, фінансистом Ватикану та одним із найбагатших людей Риму.
В Римі був відомим палац Джустініані, що стояв поряд з церквою Сан Луїджи деі Франчезі, де мешкали кардинал Бенедетто і сам Вінченцо. Саме тут Венедетто зібрав більш як 300 картин художників Італії і Західної Європи. Саме для цієї церкви молодий Караваджо намалював цикл картин, на які збігся дивитися увесь художній Рим.
Деякий час офіційним художником маркіза Джустініані був Ніколо Реньєрі. Серед знайомих Вінченцо Джустініані —  Йоахім Зандрарт. Збереглися портрет олійними фарбами маркіза пензля Ніколо Реньєрі і його портрет-гравюра в книзі Зандрарта «Німецька академія». Саме за порадами Зандрарта маркіз купував картини майстрів Нідерландів, Франції, Німеччини, послідовників Караваджо з північних країн Європи, що надало мистецьким збіркам Джустініані неповторності. Стінописи в римському палаці Джустініані створили художники Пауль Бріль і Антоніо Темпеста.

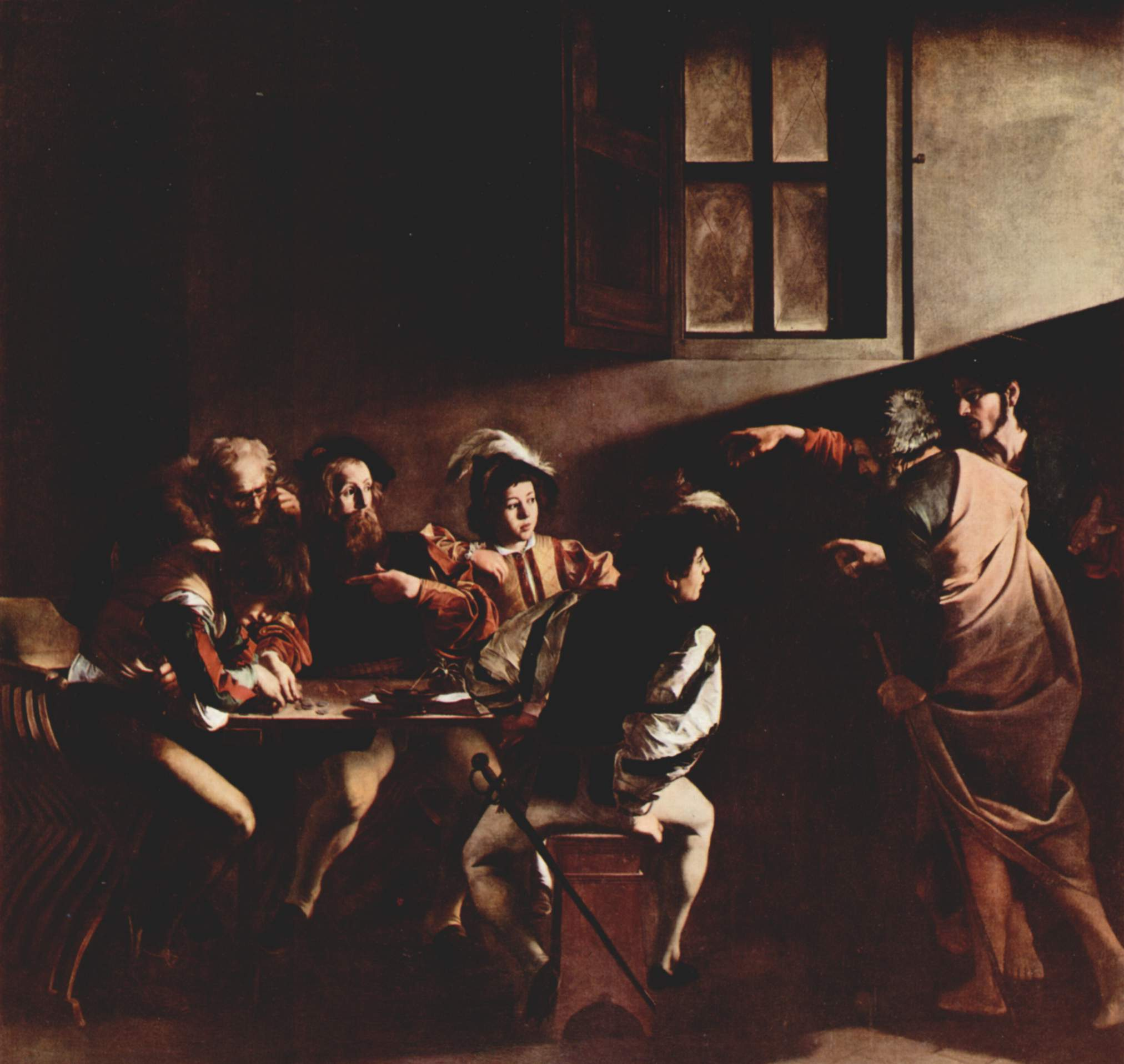
Караваджо,«Христос обирає апостолом Матвія»
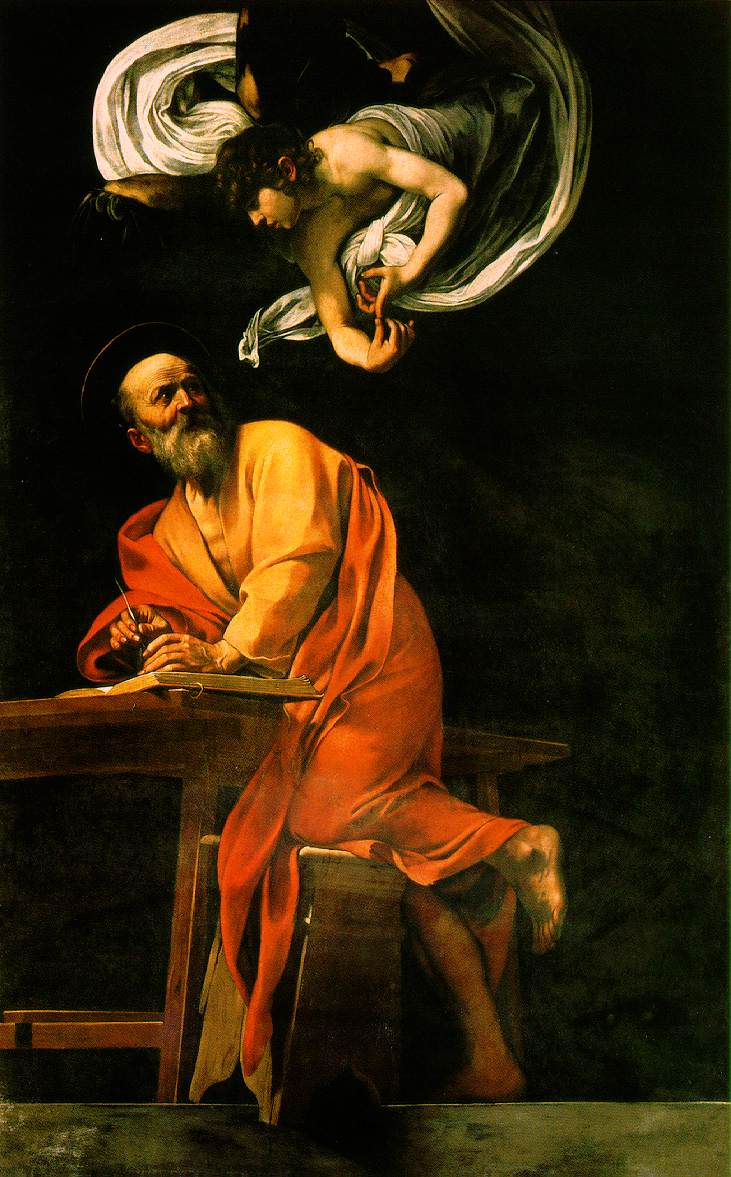
Караваджо, «Янгол надихає Матвія на написання Євангелія»
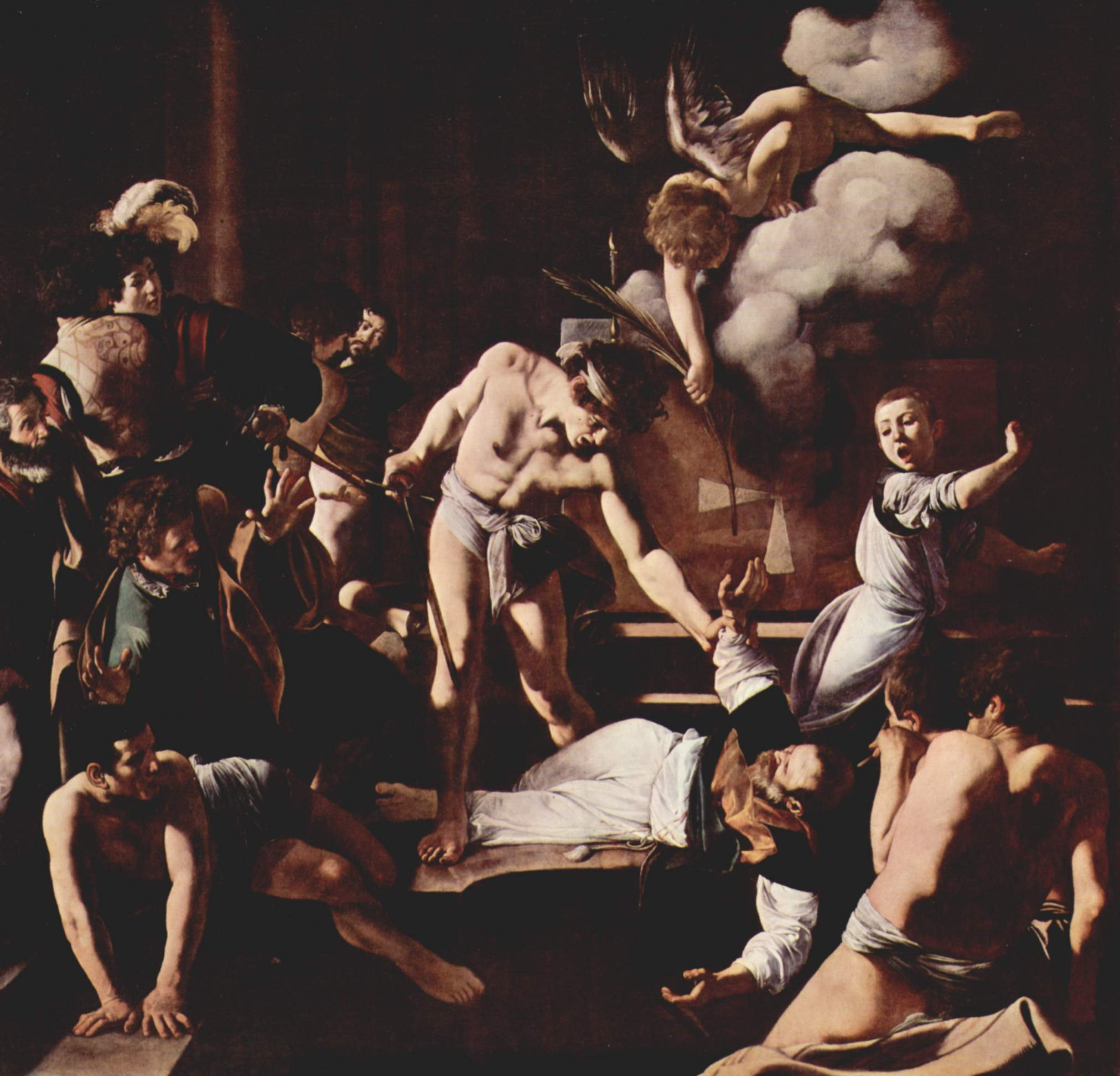
Караваджо, «Мучеництво апостола Матвія»
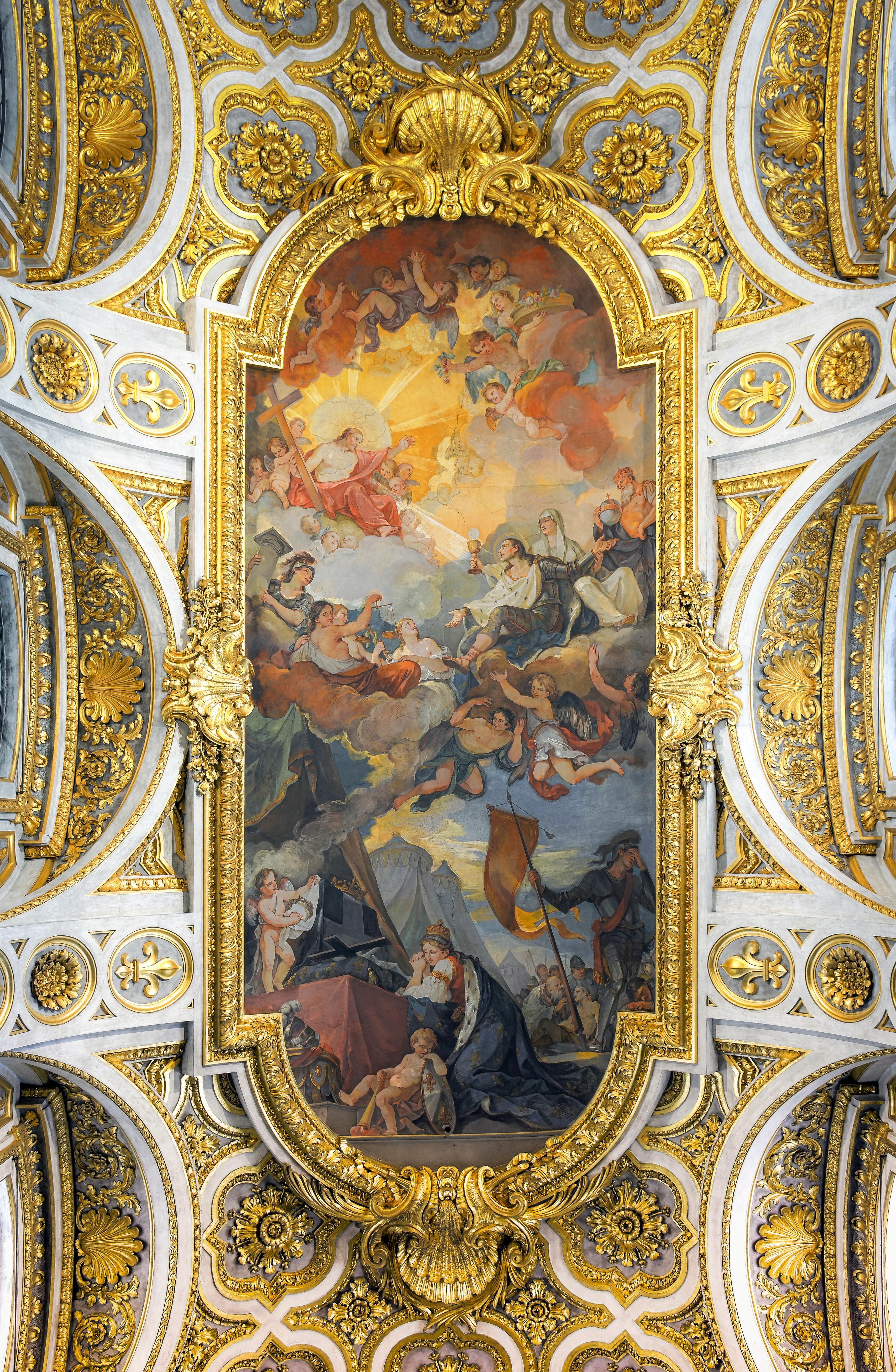
Барокове склепіння церкви Сан Луїджі.

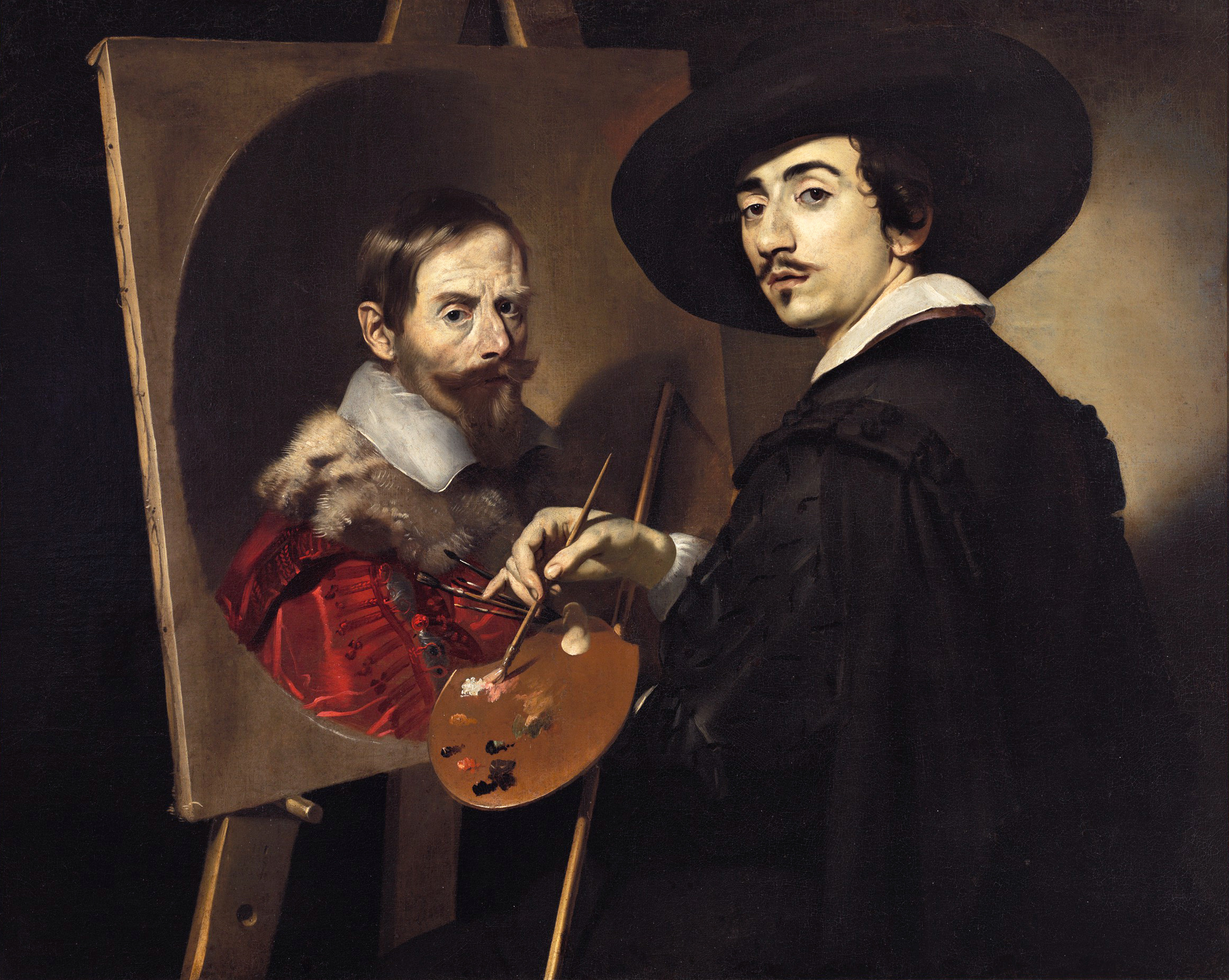
Автопортрет Ніколо Реньєрі біля мольберта

## Колекція Джустініані
Скандально відомою стала і колекція маркіза Джустініані, адже вона налічувала 13 оригіналів Караваджо, якого римські художники і теоретики мистецтва не схвалювали. В XX столітті був надрукований каталог збірки — Luigi Salerno-Vincenzo Guistiniani Picture Gallery « Burlington Magasin», 1960 р., що дало змогу реконструювати колишню збірку.
Частку картин було продано в Парижі у 1808 р. «Юнак з лютнею» Караваджо, що тепер в музеї Ермітаж, походить з колекції маркіза Джустініані. А головну частину збірки придбали для короля Прусії у XIX столітті.